# Episodi di Defiance (prima stagione)
La prima stagione della serie televisiva Defiance è stata trasmessa dal canale statunitense Syfy dal 15 aprile all'8 luglio 2013. Mentre in Italia è stata trasmessa dal 17 settembre al 29 ottobre 2014 su AXN Sci-Fi.
| nº | Titolo originale                         | Titolo italiano                           | Prima TV USA   | Prima TV Italia   |
| -- | ---------------------------------------- | ----------------------------------------- | -------------- | ----------------- |
| 1  | Pilot                                    | Una vita migliore (prima e seconda parte) | 15 aprile 2013 | 17 settembre 2014 |
| 2  | Pilot                                    | Una vita migliore (prima e seconda parte) | 15 aprile 2013 | 17 settembre 2014 |
| 3  | Down in the Ground Where the Dead Men Go | Dove vanno i morti                        | 22 aprile 2013 | 24 settembre 2014 |
| 4  | The Devil in the Dark                    | Il diavolo nel buio                       | 29 aprile 2013 | 24 settembre 2014 |
| 5  | A Well Respected Man                     | Il rispetto                               | 6 maggio 2013  | 1º ottobre 2014   |
| 6  | The Serpent's Egg                        | L'uovo del serpente                       | 13 maggio 2013 | 1º ottobre 2014   |
| 7  | Brothers in Arms                         | Il cacciatore di taglie                   | 20 maggio 2013 | 8 ottobre 2014    |
| 8  | Good Bye Blue Sky                        | Intelligenza artificiale                  | 3 giugno 2013  | 8 ottobre 2014    |
| 9  | I Just Wasn't Made for These Times       | Non sono fatto per questi tempi           | 10 giugno 2013 | 15 ottobre 2014   |
| 10 | If I Ever Leave This World Alive         | La quarantena                             | 17 giugno 2013 | 15 ottobre 2014   |
| 11 | The Bride Wore Black                     | La sposa in nero                          | 24 giugno 2013 | 22 ottobre 2014   |
| 12 | Past Is Prologue                         | Il tranello                               | 1º luglio 2013 | 22 ottobre 2014   |
| 13 | Everything Is Broken                     | Tutto è infranto                          | 8 luglio 2013  | 29 ottobre 2014   |

## Una vita migliore
- Titolo originale: Pilot
- Diretto da: Scott Stewart
- Scritto da: Rockne S. O'Bannon, Kevin Murphy e Michael Taylor

### Trama
I Votan, extraterrestri giunti nell'orbita terrestre dopo aver lasciato il sistema solare nativo, andato distrutto, ingaggiano una trattativa per essere accolti in quello che sperano possa diventare il loro nuovo pianeta. Gli umani, tuttavia, non hanno intenzione di accoglierli, una feroce guerra ha quindi inizio. Trentatré anni dopo, le due fazioni hanno stipulato un armistizio, ma la Terra è un pianeta del tutto stravolto, a causa delle potenti armi usate dagli alieni, in grado di dare origine anche a processi di terraformazione. In tale nuovo mondo, dove le diverse sette razze in cui si suddividono i Votan, convivono non del tutto pacificamente tra di loro e con gli umani, l'ex soldato Nolan e sua figlia adottiva Irisa, una Irathient, hanno pianificato un viaggio verso l'Antartide, ora una sorta di leggendario paradiso tropicale. Durante il viaggio, una delle molte navicelle aliene rimaste abbandonate nell'orbita terrestre cade a poca distanza da loro. Tali navicelle possono nascondere pericolosi ospiti o preziose tecnologie; in tal caso i due rinvengono una terrasfera, potente arma che può far valer loro molto denaro. Durante il recupero vendono però attaccati da Spirit Riders, aggressivo gruppo nomade degli Irathient. Durante la fuga vengono a loro volta attaccati da mostruosi animali, ma vengono tratti in salvo dallo sceriffo della vicina città di Defiance, Garrett Clancy.
Lo sceriffo Clancy porta Nolan e Irisa in città, dove vengono curati e rimessi in sesto. Defiance, costruita sulle rovine di Saint Louis, prende il nome dall'omonima battaglia combattuta nella zona, in cui lo stesso Nolan aveva eroicamente combattuto. Nel frattempo, il neo-sindaco di Defiance, Amanda Rosewater, assistita dall'ex sindaco e suo mentore Nicky Riordon, presenzia le celebrazione per il quindicesimo anniversario dalla firma dell'armistizio tra umani e alieni. A finanziare la festa sono le due famiglie più potenti della città: i Tarr, di razza Castithan, e i McCawley, in costante reciproca rivalità. Quando Luke McCawley, figlio di Rafe McCawley, viene ucciso, quest'ultimo dà la colpa a Alak Tarr, figlio di Datak, in realtà innocente. Alak era stato infatti protagonista di un litigio con Luke a causa della sua contrastata relazione sentimentale con sua sorella Christie McCawley. A salvare Alak dalla sete di vendetta di Rafe, è Nolan, che si trovava nello stesso bar in cui vi era il ragazzo in cerca di opportunità di veloce guadagno per comprarsi un nuovo veicolo e riprendere il viaggio verso l'Antartide. Nella rissa che ne consegue perde però la vita lo sceriffo Clancy, anch'egli venuto in difesa del ragazzo. Nolan, dietro promessa di pagamento, propone a Rafe di assisterlo nell'identificazione del vero assassino di Luke, che accetta. In breve, le tracce conducono verso l'assistente personale del sindaco Amanda, l'Indogene Ben Daris. Giunti da Ben insieme al sindaco Amanda, si scopre che quest'ultimo sta distruggendo le difese della città.
Nello scontro che ne consegue Ben finisce in coma, mentre Amanda raduna la popolazione per informare della vulnerabilità della città, che sta per essere raggiunta dai Volge, diaboloci automi nati per distruggere. Nolan e Irisa hanno in mente di lasciare la città, ma prima lui e poi anche lei decideranno di restare e combattere, sacrificando anche la preziosissima terrasfera per eliminare i Volge. Vinta la battaglia, Amanda chiede a Nolan di restare a Defiance, offrendogli il posto di sceriffo, che accetta. Nelle scene finali, si scopre che ad ordire il piano per distruggere la città, per non ben precisate ragioni, era stata l'ex sindaco Nicky, la quale ha già in mente un altro modo per riprovarci.
- Guest star: Peter MacNeill (Garrett Clancy), Dewshane Williams (Tommy LaSalle), Trenna Keating (Meh Yewll), Justin Rain (Quentin McCawley), Jesse Rath (Alak Tarr), Nicole Muñoz (Christie McCawley), Fionnula Flanagan (Nicky Riordon).
- L'episodio ha una durata di circa 85 minuti, il doppio rispetto agli altri della stagione.

## Dove vanno i morti
- Titolo originale: Down in the Ground Where the Dead Men Go
- Diretto da: Michael Nankin
- Scritto da: Kevin Murphy e Anupam Nigam

### Trama
Birch, assistente personale dell'ex sindaco Nicky, rinviene Ben e lo libera. Sotto minaccia di fare del male alla sua famiglia, lo convince a mettere in atto un altro piano per provare ad uccidere gli abitanti di Defiance, facendo esplodere un reattore di una centrale nucleare situata tra le macerie della vecchia Saint Louis, nel sottosuolo della città. Il nuovo sceriffo Nolan, con l'aiuto di Rafe McCawley, insegue Ben nelle miniere che conducono alle rovine di Saint Louis, scoprendo il suo piano solo giunti in prossimità della centrale. I due lo fermano in tempo, neutralizzando l'esplosivo che porta con sé. Tuttavia, Ben, per non rischiare di svelare chi si nasconde dietro le sue gesta e non mettere quindi a repentaglio i suoi cari, si fa uccidere da Rafe.
Nel frattempo, Datak Tarr condanna un membro della sua tribù, disertore della recente battaglia contro i Volge, ad una cerimonia religiosa di purificazione che consiste in una forma di tortura. Irisa assiste all'inizio della cerimonia e, turbata, decide poco dopo di liberarlo. Il vicesceriffo Tommy la aiuta facendo finta di dover arrestare il condannato. Datak, però, prova a reclamare con la forza il suo uomo. Quando anche il sindaco Amanda difende il gesto di Irisa, Datak finge di assoggettarsi, rendendosi disponibile a ridiscutere alcune tradizioni che appartengono alla cultura dei Castithan; Tuttavia in seguito ucciderà personalmente il disertore proprio di fronte alla stazione di polizia.
- Guest star: Dewshane Williams (Tommy LaSalle), Trenna Keating (Meh Yewll), Justin Rain (Quentin McCawley), Jesse Rath (Alak Tarr), Nicole Muñoz (Christie McCawley), Fionnula Flanagan (Nicky Riordon).

## Il Diavolo nel buio
- Titolo originale: The Devil in the Dark
- Diretto da: Omar Madha
- Scritto da: Michael Taylor

### Trama
Quando un uomo viene ritrovato brutalmente ucciso da un hellbug, feroce insetto gigante, il medico Indogene che assiste lo sceriffo, Meh Yewll, rinviene delle tracce di feromoni intenzionalmente piazzati sulla vittima per attrarre gli insetti su di lui. Si tratta quindi di un omicidio. Con le stesse modalità viene ucciso anche un altro uomo, e anche la figlia di Rafe finisce nel mirino degli hellbug, salvatasi grazie alla presenza dei Tarr. Nolan scopre quindi che si tratta probabilmente di una vendetta da parte di un membro degli Spirit Rider, una banda di Irathient, alla cui famiglia era stato sottratto con la violenza il terreno sul quale viveva, poi venduto a Rafe. Grazie a delle visioni, Irisa individua in Rynn la responsabile, i cui genitori erano stati uccisi dalle vittime quando era ancora bambina. Finora Nolan aveva trattato le visioni di Irisa come una sorta di disturbo post-traumatico, ma con l'aiuto dei suoi simili la ragazza ha ora scoperto che il suo è un dono soprannaturale.
- Guest star: Dewshane Williams (Tommy LaSalle), Trenna Keating (Meh Yewll), Justin Rain (Quentin McCawley), Jesse Rath (Alak Tarr), Nicole Muñoz (Christie McCawley).

## Il rispetto
- Titolo originale: A Well Respected Man
- Diretto da: Michael Nankin
- Scritto da: Craig Gore e Tim Walsh

### Trama
Kenya Rosewater, inseguendo una delle prostitute che lavorano per lei, finisce per assistere involontariamente ad un trasporto illegale di persone tenute prigioniere. Perciò viene rapita e portata insieme a loro in un laboratorio segreto in cui si usano corpi umani per produrre una droga denominata Blue Devil, in grado di potenziare le capacità fisiche e psichiche. Nolan e la sorella Amanda si mettono presto sulle sue tracce, ma per trovarla risulta indispensabile l'aiuto di Datak, il quale tuttavia accetta di collaborare solo in cambio di un posto nel consiglio comunale, secondo la volontà della moglie Stahma. Nel frattempo, Rafe mostra al figlio Quentin il motivo per il quale presumibilmente suo fratello è stato ucciso: in una delle cavità della miniera sono presenti misteriosi oggetti e graffiti.
- Guest star: Brittany Allen (Tirra), Dewshane Williams (Tommy LaSalle), Justin Rain (Quentin McCawley), Jesse Rath (Alak Tarr), Robin Dunne (Miko).

## L'uovo del serpente
- Titolo originale: The Serpent's Egg
- Diretto da: Omar Madha
- Scritto da: David Weddle e Bradley Thompson

### Trama
Amanda viene convinta dal consiglio comunale ad approvare il diritto di passo per Defiance di una nuova linea ferroviaria. A Defiance giunge, come normalmente accade ogni due settimane, una carovana itinerante che porta merci, persone e posta nelle varie località; A scendere da questa carovana sono anche l'ambasciatrice della Repubblica della Terra, denominata anche E-Rep, Olfin Tennety, accompagnata dai suoi due mariti, ed uno strano signore che attira le attenzioni di Irisa. Rynn, dopo essere stata catturata, viene condannata a scontare due anni di prigione e quindi scortata sulla carovana fino al penitenziario da Nolan, il quale si occuperà anche di accompagnare Amanda e tenere al sicuro i soldi destinati alla nuova linea ferroviaria. Durante il viaggio il veicolo partito da Defiance con a bordo Nolan, Amanda, Rynn, l'ambasciatrice Tennety con i mariti ed un prete, cade vittima di un'imboscata architettata proprio dal prete per rubare i soldi della comunità di Defiance e le fortune della signora Tennety; Nolan, dopo la morte di uno dei mariti dell'ambasciatrice, riesce a salvare parzialmente la situazione uccidendo tutti gli assalitori a parte il prete ed uno scagnozzo, che rapiscono l'ambasciatrice Tennety. Irisa rapisce e tortura lo strano signore che era sceso dalla carovana finché non viene scoperta da Tommy, il quale viene ammanettato ad assistere alle violenze. Nolan ed Amanda riescono ad uccidere i rapitori ed a salvare l'ambasciatrice Tennety; Nel frattempo, Rynn riesce a liberarsi e fuggire. Irisa rivela ai due uomini nella stanza le torture subite da ragazzina proprio ad opera dell'uomo incatenato che, dopo essersi professato innocente ed estraneo ai fatti, confessa di averla torturata, assieme ad altre decine di persone, per verificare se la ragazza possedesse realmente un "dono"; Dopo essersene accertati, il gruppo è stato però eliminato da Nolan prima che Irisa fosse costretta ad eseguire un sacrificio umano. L'uomo si offre quindi come sacrificio per completare il processo, espiando le sue colpe e far così nascere a pieno il potere di Irisa; La ragazza rifiuta di ucciderlo, ma l'uomo viene, invece, quasi ucciso da Tommy, liberato da Irisa. Mentre stanno studiando un modo per tornare in città, Nolan ed Amanda scoprono che dietro all'assalto al furgone c'era proprio la regia dell'ambasciatrice Tennety, che li minaccia con una pistola, e vengono salvati da Rynn prima che questa si allontani accompagnata dal marito sopravvissuto della Tennety; Nolan propone ad Amanda di uccidere la donna e questa, inizialmente concorde, preferisce risparmiarla per giudicarla penalmente in tribunale. Irisa libera l'uomo e confessa a Tommy di avere effettivamente un qualche "dono"; I due finiscono per fare l'amore sul pavimento nella caserma dello sceriffo. L'ambasciatrice Tennety viene condannata ad andare in prigione e viene quindi fatta salire sulla carovana successiva ma, una volta salita, viene immediatamente liberata dalle guardie ed ordina di indagare sul passato dal sindaco Amanda nonché sulla sua sorveglianza continua.
- Guest star: Ben Cotton (Daigo), Jane McClean (Olfin Tennety), Brittany Allen (Tirra), Dewshane Williams (Tommy LaSalle), Justin Rain (Quentin McCawley), Jesse Rath (Alak Tarr), Nicole Muñoz (Christie McCawley)

## Il cacciatore di taglie
- Titolo originale: Brothers in Arms
- Diretto da: Andy Wolk
- Scritto da: Todd Slavkin e Darren Swimmer

### Trama
Nolan arresta un individuo che ha fatto esplodere una piccola bomba nel centro cittadino ma viene fermato da un cacciatore di taglie, Eddie, in realtà suo vecchio compagno ai tempi della guerra; L'uomo gli rivela che il votan arrestato è Pol Madis, scienziato pazzo creatore di innumerevoli armi da guerra, alcune delle quali hanno decimato proprio il plotone di Nolan ed Eddie. Eddie confida al vecchio compagno l'intenzione di consegnare il prigioniero alla E-Rep in cambio di un lauto compenso, ma lo sceriffo è intenzionato a farlo giudicare a Defiance per i danni causati ai cittadini durante l'esplosione. Irisa ignora le avance di Tommy. Amanda, venuta a conoscenza dell'identità del prigioniero, contatta l'E-Rep con l'intenzione di scambiarlo con il diritto di passo della linea ferroviaria, ma Nolan, dopo aver valutato la cosa, avrebbe deciso di consegnarlo al suo vecchio compagno, in quanto in debito con lui per episodi precedenti. L'ex sindaco Nicky intuisce che il manufatto rinvenuto da Luke è in possesso di Quentin, e Rafe, conoscendo la donna, consiglia al figlio di sbarazzarsene gettandolo nella lava delle miniere; Il ragazzo ascolta il padre e si reca nelle profondità degli scavi ma, sul punto di gettare il manufatto, viene convinto a tenerlo da una visione di Luke. Qualcuno aiuta Pol Madis a scappare di prigione, il quale si reca a casa di Datak Tarr e, minacciandolo, riesce ad ottenere una via di fuga da Defiance. Kenya inizia ad avere dei ripensamenti sulla sua relazione con Nolan. Durante la fuga, Datak e Pol Madis, vengono raggiunti e fermati da Nolan ed Eddie e, successivamente, da Irisa e Tommy che, su invito di Nolan, si occupano di riportare Datak in città lasciando i tre da soli. Nolan apprende da Pol Madis che è lui a scappare dalla E-Rep, la quale sarebbe pronta a consegnarli fondi illimitati per le sue ricerche sulle armi da guerra e che Eddie, a conoscenza di ciò, era intenzionato esclusivamente a riscuotere la taglia; Lo sceriffo, senza pensarci due volte, spara a Pol Madis uccidendolo e, dopo un battibecco con Eddie, si offre di farsi consegnare lui stesso a Varus, l'uomo che ha messo una taglia sulla sua testa per via di un furto di materiali alieni avvenuto anni prima. Emissari dell'E-Rep raggiungono i due uomini e scoprono la morte di Pol Madis di cui Eddie si prende la colpa, salvando nuovamente Nolan; L'uomo, infatti, è già in debito con Eddie, che si sacrificò per permettere a lui ed Irisa di fuggire proprio da Varus. Birch, il complice dell'ex sindaco Nicky, si introduce in casa McCawley e stordisce Quentin, sottraendogli il manufatto; Il ragazzo, però, si risveglia e neutralizza l'aggressore finché, con il supporto della visione di Luke, lo uccide e ne getta il cadavere nella lava delle miniere. Eddie viene fatto salire sul runner, una carovana, diretto alla prigione di Vegas, ma lui è pronto a scappare con lo stesso trucco utilizzato da Madis per fuggire dalla cella poco tempo prima.
- Guest star: Gale Harold (Connor Lang), Rob Stewart (Eddie Braddock), Daniel Kash (Pol Madis), Dewshane Williams (Tommy LaSalle), Trenna Keating (Doc Yewll), Justin Rain (Quentin McCawley), Fionnula Flanagan (Nicolette "Nicky" Riordon)

## Intelligenza artificiale
- Titolo originale: Good Bye Blue Sky
- Diretto da: Andy Wolk
- Scritto da: Anupam Nigam e Amanda Alpert Muscat

### Trama
A Defiance si verifica uno strano fenomeno: la pioggia tagliente; Tale pioggia non è altro che la caduta sul pianeta dei frammenti e delle schegge delle arche, dette anche Ark, le astronavi aliene distrutte e fluttuanti nello spazio limitrofo all'atmosfera terrestre. Sukar, insieme ad alcuni membri della sua banda, si ritrova nelle Badlands proprio durante la pioggia e viene ferito a morte al collo da una scheggia; Irisa ha una visione di ciò che sta accadendo a Sukar e decide di recarsi sul posto accompagnata da Nolan. Nonostante gli avvertimenti di Nolan, alcuni membri della città di Defiance decidono di sfidare apertamente la tempesta, ma l'unico a rimanerne ferito è Tommy, colpito al fianco mentre cercava di soccorrere uno di essi. Nolan ed Irisa vengono informati dalla tribù iraethiana della morte di Sukar e la ragazza, chiamata anche Piccola Lupa, viene invitata a presenziare al funerale mentre lo sceriffo è obbligato ad andarsene. La moglie di Datak Tarr si reca da Kenya con l'intento di fissare un appuntamento amoroso per il figlio Alak, ignaro di come si soddisfi una donna umana. Durante il funerale di Sukar, questi si risveglia e, professandosi emissario della divinità Irzu, si dirige a Defiance con Irisa. L'ex sindaco Nicky, con una scusa, si reca a casa McCawley per cercare informazioni sulla scomparsa del suo assistente Birch; Quentin confessa al padre Rafe di aver ucciso e fatto sparire il cadavere dell'uomo ma non di essere ancora in possesso del manufatto. Sukar sembra essere diventato immortale in quanto le sue ferite si rigenerano molto velocemente e la cosa lo convince maggiormente di essere diventato un prescelto di Irzu; Con l'aiuto di Irisa, l'iraethiano racimola diversi oggetti e crea un trasmettitore con l'intento di richiamare un frammento dell'Ark sul pianeta. Rafe, istigato dall'ex sindaco Nicky, rivela alla donna di aver ucciso e fatto sparire Birch per proteggere la sua famiglia; La donna, conscia che l'uomo non avrebbe mai ammesso tale omicidio se non per proteggere un membro della sua famiglia, capisce che il delitto non è stato compiuto da lui ma dal figlio Quentin e, dopo essere stata minacciata di morte proprio da Rafe, si dilegua suscitando dubbi a Quentin riguardo alla morte della madre. Nolan raggiunge Sukar ed Irisa sulla cima dell'Arco di Defiance e, dopo un tafferuglio con l'iraethiano, riesce a sparargli e farlo cadere dall'Arco; Irisa, però, attiva il trasmettitore, il quale aziona i propulsori del frammento dell'Ark diretto a Defiance, facendolo schiantare in terreni deserti e salvando la città. Nolan è esterrefatto dall'accaduto e viene aggredito verbalmente da Irisa, reo di aver ucciso colui che ha salvato la città. La moglie di Datak Tarr, inebriata da Kenya, finisce a letto con quest'ultima e la cosa non le dispiace; Tuttavia, la Voltan scongiura alla donna di raccontare in giro, e soprattutto al marito Datak, ciò che è accaduto. Sukar viene trasportato in ospedale dove si scopre che le sue capacità rigenerative erano merito di alcuni nano-robot contenuti nella scheggia di Ark che lo colpì al collo, ed ora che si sono disattivati l'iraethiano è cerebralmente morto e presenta la spina dorsale spaccata; Irisa decide di non farlo morire e di consegnarlo alle cure della sua tribù.
- Guest star: Dewshane Williams (Tommy LaSalle), Trenna Keating (Doc Yewll), Justin Rain (Quentin McCawley), Jesse Rath (Alak Tarr), Nicole Muñoz (Christie McCawley), Fionnula Flanagan (Nicolette "Nicky" Riordon)

## Non sono fatto per questi tempi
- Titolo originale: I Just Wasn't Made for These Times
- Diretto da: Allan Kroeker
- Scritto da: Clark Perry

### Trama
Nolan e Tommy si recano al frammento di Ark fatto schiantare da Sukar e vi trovano vari resti umani e votan; Nel frattempo un uomo superstite si risveglia e viene tratto in salvo dai due agenti. Connor Lang, dopo la visita per cattuare Pol Madis, torna a Defiance per informare Amanda della fuga di Eddie e le offre, inoltre, un incarico molto importante a New York, una delle più importanti città rimaste. L'uomo recuperato dall'Ark è in realtà Gordon McClintock, un famoso astronauta dato per morto ai tempi della guerra perché visto esplodere insieme alla stazione spaziale orbitante, il quale, dopo essere stato controllato con esito positivo dalla dottoressa Meh, alterna momenti di lucidità a crisi profonde rischiando di uccidere prima Amanda e poi se stesso. Durante una delle crisi, si scopre come Gordon sia in realtà un ibrido creato dagli indogeni. La dottoressa Meh, minacciata da Nolan, rivela come gli indogeni avessero rapito vari personaggi di spicco della razza umana con il solo scopo di creare dei replicanti al fine di farli infiltrare tra gli umani per studiarli prima di sferrare un attacco; Tra di essi c'era proprio Gordon, il cui cervello è stato distrutto per trapiantare le sue memorie nell'ibrido così creato ma, sfortunatamente, essendo uno dei primi esperimenti, lo stesso si è rivelato avere alcuni problemi. Kenya interrompe i suoi incontri lavorativi con Datak per potersi concentrare sulla moglie Stahma. Gordon, turbato dal non sapere chi sia realmente, si rifugia nelle profondità delle miniere, dove viene raggiunto da Rafe. Connor rivela ad Amanda che la E-Rep è intenzionata ad assumere il controllo di Defiance, anche con la forza, e che la donna è semplicemente un ostacolo che deve essere superato, convincendola a lavorare a New York, oppure eliminato, come stava tentando di fare l'ambasciatrice Tennety; La donna rifiuta l'offerta di colui che un tempo era il suo compagno e decide di rimanere a Defiance per ricandidarsi come sindaco. Rafe sprona Gordon a decidere di vivere a pieno la vita che vuole con la sua vecchia famiglia oppure, se crede di non averne le forze, di gettarsi nel lago sotterraneo da una rupe per farla finita; L'ex astronauta decide quindi di gettarsi ma, protetto dalla testimonianza visiva di Rafe, si reca invece dalla sua famiglia scoprendola invecchiata di quarant'anni a causa del normale scorrere del tempo; Nolan è l'unico ad intuire come Rafe abbia raccontato una menzogna per poter far fuggire Gordon, che sarebbe altrimenti stato braccato dalla E-Rep ed usato come prova della violenza degli indogeni. Nolan torna dalla dottoressa Meh per avere informazioni su quale fosse il suo compito all'epoca della guerra ma la loro conversazione viene interrotta da una ragazza che irrompe nell'infermeria e sviene perdendo sangue; L'indogene rivela di credere che si tratti di un'epidemia.
- Guest star: Brian J. Smith (Gordon McClintock), Gale Harold (Connor Lang), Brittany Allen (Tirra), Dewshane Williams (Tommy LaSalle), Trenna Keating (Doc Yewll)

## La quarantena
- Titolo originale: If I Ever Leave This World Alive
- Diretto da: Allan Kroeker
- Scritto da: Bryan Gracia

### Trama
Un'epidemia mortale è scoppiata a Defiance e le uniche razze infettabili sono gli umani e gli iraethiani. Mentre la E-Rep circonda la città per evitare che la piaga si espanda, Nolan sembra avere alcuni sintomi iniziali del contagio. Il consiglio comunale decide di isolare gli iraethiani nelle miniere finché la situazione non tornerà alla normalità; Nel frattempo una cura viene trovata a San Francisco ed inviata nei pressi di Defiance. Quentin si incontra con la signora Reynolds per avere maggiori informazioni riguardo a sua madre ma la donna, vedendolo arrivare a mani vuote, non si lascia sfuggire troppi dettagli. Nolan, dopo aver dovuto abbandonare temporaneamente Irisa condotta nelle miniere, si reca con Connor fuori città a recuperare l'antidoto; Durante il viaggio, l'agente dell'E-Rep confessa allo sceriffo come fosse innamorato di Amanda e come fosse disposto a crescere un figlio con lei nel nuovo mondo, ma conclude anche rivelando come la donna abortì all'insaputa del compagno. Mentre Rafe e Luke vengono chiamati nel campo di primo soccorso a soccorrere Christie, ammalata e distesa su una branda, Amanda sviene nel suo ufficio e portata a pochi letti di distanza dalla ragazza. Nolan, in condizioni sempre più precarie, e Connor raggiungono il posto di blocco dove incontrano nuovamente l'ambasciatrice Tennety ed il colonnello Marsh, l'uomo intenzionato a prendere il posto di Amanda quale sindaco di Defiance, che li invitano a tornare indietro; Sotto minaccia, Nolan riesce a convincerli a farli passare a prendere le medicine prima di rientrare in città. Quentin torna dalla signora Reynolds, questa volta con il manufatto, e scopre che la madre Pillar, creduta morta fino ad ora, è in realtà viva e residente a Mendocino; Gli racconta inoltre di come la donna sia, probabilmente, mentalmente malata e di come sia stata lei stessa a salvarla da Rafe il giorno in cui stava rischiando di uccidere, involontariamente, i suoi figli. Nolan e Connor, sulla via del ritorno, vengono catturati da alcuni iraethiani rimasti liberi. Datak prende le veci del sindaco e tratta con i rapitori; Il castitano prende la posizione degli iraethiani per ingannarli ed ucciderli ma, poiché Connor ha visto tutta la scena, lo uccide mentre Nolan, salvato proprio da Datak con un'iniezione di siero curativo, è privo di sensi per via del progredire della malattia. Quentin lascia la casa partendo alla volta di Mendocino. Mentre i corpi dei cadaveri vengono gettati in una fossa comune e cremati, Amanda è distrutta dalla scomparsa di Connor. Datak, dopo essere diventato un eroe per la comunità umana, annuncia pubblicamente di candidarsi a sindaco di Defiance nelle elezioni che si svolgeranno a breve. La dottoressa Meh si incontra furtivamente con la signora Reynolds; Le due fanno parte di un vecchio gruppo e l'indogene mostra molto interesse quando la donna le rivela di aver rinvenuto un "Kolovan", il manufatto consegnatole da Quentin.
- Guest star: Gale Harold (Connor Lang), Jane McLean (Olfin Tennety), Dewshane Williams (Tommy LaSalle), Trenna Keating (Doc Yewll), Justin Rain (Quentin McCawley), Jesse Rath (Alak Tarr), Nicole Muñoz (Christie McCawley), Fionnula Flanagan (Nicolette "Nicky" Riordon)

## La sposa in nero
- Titolo originale: The Bride Wore Black
- Diretto da: Todd Slavkin
- Scritto da: Todd Slavkin e Darren Swimmer

### Trama
Durante i preparativi per il matrimonio di Christie ed Alak viene rinvenuto uno scheletro umano occultato in una controparete; Tommy ipotizza si tratti di Hunter Bell, ex marito di Kenya scomparso parecchi anni fa. Rafe, insospettito dall'improvviso interesse di Tarak per gli umani, gli comunica che Christie non verrà citata nel testamento e che le sue preziose miniere verranno restituite alle popolazioni indigene proprietarie delle terre in cui le miniere stesse si trovano; Datak, infuriato, decide quindi di annullare il matrimonio ed obbliga il figlio Alak ad accettare la decisione. Sulla scena del crimine vengono rinvenute tracce del barista del locale di Hunter, ora di proprietà di Kenya; I poliziotti si recano quindi alla sua abitazione ma lo trovano assassinato in stile castithano. Nolan arresta Datakaccusandolo di essere l'assassino del barista e di Hunter Bell, ma questi rivela che l'avrebbe si voluto uccedere Hunter, ma non fu lui a farlo; I due, tempo addietro, erano compagni di loschi affari finché non litigarono ed il castithano venne salvato da Rafe proprio prima di essere ucciso. Alak comunica a Christie le volontà del padre ma Rafe, convinto del suo amore, lo rassicura. L'ex sindaco Nicky si reca dalla dottoressa Meh, convinta che questa sia decisa a lavorare nuovamente con lei, ma questa la paralizza e le inietta un veleno mortale; La dottoressa, dopo aver cambiato vita una volta giunta sulla terra, non vuole tornare quella di un tempo. Hunter Bell aveva scoperto che l'ex sindaco Nicky era in realtà una indogene a cui erano state date sembianze umane e per questo era stato ucciso proprio dalla "finta" umana ed occultato dal barista, ucciso a sua volta sempre dall'ex sindaco per timore che avrebbe raccontato la verità. Contro le volontà di Datak, il matrimonio viene comunque celebrato. L'ex sindaco Nicky viene ritrovata nella sua macchina accesa, suicidatasi con i fumi di scarico ed una lettera in cui confessava gli omicidi di Hunter Bell e del barista. Lo dottoressa Meh ripone con cura il "Kolovan".
- Guest star: Peter MacNeill (Garret Clancy), Brittany Allen (Tirra), Brendan McCarthy (Hunter Bell), Dewshane Williams (Tommy LaSalle), Trenna Keating (Doc Yewll), Jesse Rath (Alak Tarr), Nicole Muñoz (Christie McCawley), Fionnula Flanagan (Nicolette "Nicky" Riordon)

## Il tranello
- Titolo originale: Past Is Prologue
- Diretto da: Michael Nankin
- Scritto da: Michael Taylor

### Trama
La dottoressa Meh conduce esperimenti sul manufatto; Questo sembra essere in qualche modo collegato ad Irisa, che sente dolore quando il Kolovan viene attivato. Stahma confessa a Kenya che Datak è intenzionato a vincere assolutamente le elezioni a sindaco, e per questo ha ordinato di eliminare la sua rivale Amanda. Datak ordina al figlio Alak di fare una cosa per lui, e questi si accorda con un suo amico. Irisa percepisce che la dottoressa Meh ha maggiori informazioni in merito ai suoi recenti sintomi. Durante il comizio elettorale, l'amico di Alak si apposta su un tetto con un fucile da cecchino mirando Amanda, ma viene colpito preventivamente da Nolan, accortosi del ragazzo, e muore; Il fucile in mano al ragazzo era però soltanto un fucile da paintball. Datak, alleatosi con la Repubblica Terrestre, rivela pubblicamente il passato militare di Nolan, non nuovo ad uccisioni a sangue freddo; Nolan decide quindi di abbandonare il suo posto di sceriffo e lasciare la città, ma non prima di aver combattuto con Datak ed essere fermato da Irisa prima di aver eliminato il rivale. La dottoressa Meh rileva qualcosa all'interno del corpo di Irisa. Alak viene fatto selvaggiamente picchiare da Rafe, che lo avverte inoltre di non comportarsi nuovamente come gli ordini il padre, se non vuole lasciare preventivamente vedova la sua nuova moglie; Il ragazzo credeva però che si sarebbe trattato di un banale scherzo ai danni del sindaco. Kenya minaccia Stahma di rivelare a tutti, e soprattutto al marito Datak, i suoi incontri promiscui, rovinandole così la pubblica figura, ma rimane sconvolta nel vedere come la donna sia follemente innamorata della crudeltà del marito. La dottoressa Meh riattiva il "Kolovan" ed opera Irisa, rivelando a Nolan che nel suo corpo è presente un parassita votan. Datak si accorda con la Repubblica Terrestre per espropriare le miniere di Rafe una volta vinte le elezioni. Irisa ha delle visioni di quando era bambina dove nel suo corpo veniva inserito un manufatto molto simile a quello in possesso della dottoressa Meh. Durante l'operazione il manufatto all'interno del corpo di Irisa e quello in possesso della dottoressa Meh si attivano ed entrano in contatto; Irisa fugge quindi nella foresta dove sviene e Rynn minaccia di ucciderla per vendicarsi di Nolan.
- Guest star: Brittany Allen (Tirra), Dewshane Williams (Tommy LaSalle), Trenna Keating (Doc Yewll), Jesse Rath (Alak Tarr), Nicole Muñoz (Christie Tarr)

## Tutto è infranto
- Titolo originale: Everything Is Broken
- Diretto da: Michael Nankin
- Scritto da: Kevin Murphy

### Trama
Si aprono le elezioni a sindaco di Defiance. Nolan e Tommy, seguendo le tracce di Irisa, raggiungono l'accampamento ireathiano di Rynn che ha curato la ragazza. Kenya insospettisce Datak in merito alla moglie Stahma. La dottoressa Meh viene raggiunta dalla Repubblica Terrestre ed alcuni mercenari a cui rivela che entrambi gli artefatti dell'Arca sono ora nel corpo di Irisa; Nelle miniere di Rafe è infatti caduta una vecchia Arca votan equipaggiata di un'arma molto ricercata. Stahma si reca da Kenya e la implora di lasciare la città insieme a lei perché ora che il marito ha scoperto i suoi rapporti extraconiugali e ha minacciato di ucciderle entrambe. La Repubblica Terrestre raggiunge l'accampamento iraethiano ed arresta Irisa. Gli esiti delle elezioni vengono pubblicati ed il nuovo sindaco di Defiance è Datak Tarr. Kenya raggiunge Stahma per fuggire con lei ma non è convinta della donna; L'incontro si rivela infatti una trappola dove la donna casthitana paralizza l'ex amante, come ordinatole dal marito Datak. Datak si incontra con il Capitano della Repubblica Terrestre; I due discutono e Datak uccide il complice. Nolan, Tommy e Rynn raggiungono le miniere per salvare Irisa mentre la dottoressa Meh, minacciata, cerca di estrarle dal corpo i due artefatti; Durante lo scontro a fuoco, a cui si unisce Rafe, Nolan viene colpito e muore tra le braccia della figlioletta Irisa. Una visione di Irzu, Dea iraethiana, guida Irisa all'interno delle miniere e le rivela che potrà esprimere tutto ciò che desidera se semplicemente deciderà di diventare la "Madre Divoratrice, Distruttrice" e la ragazza non può vivere senza Nolan. Irisa si decide e si addentra nelle miniere dove le chiavi nel suo corpo si materializzano ed aprono un passaggio che conduce ad un'enorme voragine dove la ragazza si getta. Nolan si risveglia dalla morte cercando Irisa ma assiste, come aveva preannunciato ad Amanda, alla Repubblica Terrestre che entra in città per prendere il controllo di Defiance.
- Guest star: Dewshane Williams (Tommy LaSalle), Trenna Keating (Doc Yewll), Jesse Rath (Alak Tarr), Nicole Muñoz (Christie Tarr), Katie Douglas ("Young Irisa/Irzu")